# Кокуй 1-й (Забайкальский край)
Коку́й 1-й — село в северо-восточной части Александрово-Заводского района Забайкальского края России.
Население — 208 чел. (2021).

## География
Расположено на реке Газимур, в 47 км (по автодороге) к северо-востоку от Александровского Завода.

## Население
| 1989 | 2002 | 2010 | 2021 |
| ---- | ---- | ---- | ---- |
| 299  | ↘272 | ↘243 | ↘208 |